# Liste der Nummer-eins-Hits in Frankreich (1985)
Diese Liste enthält alle Nummer-eins-Hits in Frankreich im Jahr 1985. Es gab in diesem Jahr zwölf Nummer-eins-Singles und acht Nummer-eins-Alben.

## Singles
| ← 1984 ← | Liste der Nummer-eins-Hits in Frankreich | Liste der Nummer-eins-Hits in Frankreich | Liste der Nummer-eins-Hits in Frankreich                                                                                     | 1986 →                    |
| \| Zeitraum \| Wo. ges. \| Interpret \| Titel Autor(en) \| Zusätzliche Informationen \| \| (Zeitraum, Wochen auf Platz eins, Interpret, Titel, Autor[en], zusätzliche Informationen) \| \| \| \| \| \| ----------------------------------------------------------------------------------------- \| -------- \| ------------------------------------ \| ---------------------------------------------------------------------------------------------------------------------------- \| ------------------------- \| \| 30. Dezember 1984 – 12. Januar 1985 2 Wochen (insgesamt 6) \| 6 \| Ray Parker Jr. \| Ghostbusters Ray Erskine Parker Jr. \| – \| \| 13. Januar 1985 – 19. Januar 1985 1 Woche (insgesamt 8) \| 8 \| Peter et Sloane \| Besoin de rien, envie de toi Musik: Chantal Françoise Marie Richard; Text: Marie-José Casanova, Jean-Pierre Charles Savelli \| – \| \| 20. Januar 1985 – 2. Februar 1985 2 Wochen (insgesamt 6) \| 6 \| Ray Parker Jr. \| Ghostbusters Ray Erskine Parker Jr. \| – \| \| 3. Februar 1985 – 16. Februar 1985 2 Wochen (insgesamt 3) \| 3 \| Jermaine Jackson & Pia Zadora \| When the Rain Begins to Fall Michael Robert Bradley, Peggy March, Steve Wittmack \| – \| \| 17. Februar 1985 – 23. Februar 1985 1 Woche (insgesamt 6) \| 6 \| Ray Parker Jr. \| Ghostbusters Ray Erskine Parker Jr. \| – \| \| 24. Februar 1985 – 2. März 1985 1 Woche (insgesamt 3) \| 3 \| Jermaine Jackson & Pia Zadora \| When the Rain Begins to Fall Michael Robert Bradley, Peggy March, Steve Wittmack \| – \| \| 3. März 1985 – 9. März 1985 1 Woche (insgesamt 6) \| 6 \| Ray Parker Jr. \| Ghostbusters Ray Erskine Parker Jr. \| – \| \| 10. März 1985 – 30. März 1985 3 Wochen (insgesamt 4) \| 4 \| Al Corley \| Square Rooms Al Corley, Peter John Wood, Harold Faltermeier \| – \| \| 31. März 1985 – 13. April 1985 2 Wochen (insgesamt 4) \| 4 \| Jeanne Mas \| Johnny Johnny Musik: Romano Musumarra; Text: Jeanne Marie Mas \| – \| \| 14. April 1985 – 20. April 1985 1 Woche (insgesamt 4) \| 4 \| Al Corley \| Square Rooms Al Corley, Peter John Wood, Harold Faltermeier \| – \| \| 21. April 1985 – 4. Mai 1985 2 Wochen (insgesamt 4) \| 4 \| Jeanne Mas \| Johnny Johnny Musik: Romano Musumarra; Text: Jeanne Marie Mas \| – \| \| 5. Mai 1985 – 25. Mai 1985 3 Wochen \| 3 \| USA for Africa \| We Are the World Michael Joe Jackson, Lionel B. Richie \| – \| \| 26. Mai 1985 – 20. Juli 1985 8 Wochen \| 8 \| Chanteurs Sans Frontières \| Éthiopie Musik: Henri-Alain Langolff; Text: Renaud Pierre Manuel Séchan \| – \| \| 21. Juli 1985 – 31. August 1985 6 Wochen \| 6 \| Opus \| Live Is Life Musik: Ewald Pfleger, Herwig Rüdisser, Kurt Plisnier, Günter Grasmuck, Peter Niklas Gruber; Text: Ewald Pfleger \| – \| \| 1. September 1985 – 7. September 1985 1 Woche \| 1 \| Jean-Jacques Goldman \| Je marche seul Jean-Jacques Goldman \| – \| \| 8. September 1985 – 12. Oktober 1985 5 Wochen \| 5 \| Baltimora \| Tarzan Boy Musik: Maurizio Bassi; Text: Naimy Hackett \| – \| \| 13. Oktober 1985 – 23. November 1985 6 Wochen \| 6 \| Century \| Lover Why Musik: John Wesley, John Milford; Text: John Milford, Paul Jean Stuart Ives \| – \| \| 24. November 1985 – 31. Januar 1986 10 Wochen \| 10 \| Jean-Jacques Goldman & Michael Jones \| Je te donne Musik: Jean-Jacques Goldman; Text: Jean-Jacques Goldman, Michaël-Bernard Jones \| – \| |                                          |                                          | |                           |
| ← 1984 |                                          |                                          | | → 1986 →                  |
| Zeitraum | Wo. ges.                                 | Interpret                                | Titel Autor(en) | Zusätzliche Informationen |
| (Zeitraum, Wochen auf Platz eins, Interpret, Titel, Autor[en], zusätzliche Informationen) |                                          |                                          | |                           |
| 30. Dezember 1984 – 12. Januar 1985 2 Wochen (insgesamt 6) | 6                                        | Ray Parker Jr.                           | Ghostbusters Ray Erskine Parker Jr.                                                                                          | –                         |
| 13. Januar 1985 – 19. Januar 1985 1 Woche (insgesamt 8) | 8                                        | Peter et Sloane                          | Besoin de rien, envie de toi Musik: Chantal Françoise Marie Richard; Text: Marie-José Casanova, Jean-Pierre Charles Savelli  | –                         |
| 20. Januar 1985 – 2. Februar 1985 2 Wochen (insgesamt 6) | 6                                        | Ray Parker Jr.                           | Ghostbusters Ray Erskine Parker Jr.                                                                                          | –                         |
| 3. Februar 1985 – 16. Februar 1985 2 Wochen (insgesamt 3) | 3                                        | Jermaine Jackson & Pia Zadora            | When the Rain Begins to Fall Michael Robert Bradley, Peggy March, Steve Wittmack                                             | –                         |
| 17. Februar 1985 – 23. Februar 1985 1 Woche (insgesamt 6) | 6                                        | Ray Parker Jr.                           | Ghostbusters Ray Erskine Parker Jr.                                                                                          | –                         |
| 24. Februar 1985 – 2. März 1985 1 Woche (insgesamt 3) | 3                                        | Jermaine Jackson & Pia Zadora            | When the Rain Begins to Fall Michael Robert Bradley, Peggy March, Steve Wittmack                                             | –                         |
| 3. März 1985 – 9. März 1985 1 Woche (insgesamt 6) | 6                                        | Ray Parker Jr.                           | Ghostbusters Ray Erskine Parker Jr.                                                                                          | –                         |
| 10. März 1985 – 30. März 1985 3 Wochen (insgesamt 4) | 4                                        | Al Corley                                | Square Rooms Al Corley, Peter John Wood, Harold Faltermeier                                                                  | –                         |
| 31. März 1985 – 13. April 1985 2 Wochen (insgesamt 4) | 4                                        | Jeanne Mas                               | Johnny Johnny Musik: Romano Musumarra; Text: Jeanne Marie Mas                                                                | –                         |
| 14. April 1985 – 20. April 1985 1 Woche (insgesamt 4) | 4                                        | Al Corley                                | Square Rooms Al Corley, Peter John Wood, Harold Faltermeier                                                                  | –                         |
| 21. April 1985 – 4. Mai 1985 2 Wochen (insgesamt 4) | 4                                        | Jeanne Mas                               | Johnny Johnny Musik: Romano Musumarra; Text: Jeanne Marie Mas                                                                | –                         |
| 5. Mai 1985 – 25. Mai 1985 3 Wochen | 3                                        | USA for Africa                           | We Are the World Michael Joe Jackson, Lionel B. Richie                                                                       | –                         |
| 26. Mai 1985 – 20. Juli 1985 8 Wochen | 8                                        | Chanteurs Sans Frontières                | Éthiopie Musik: Henri-Alain Langolff; Text: Renaud Pierre Manuel Séchan                                                      | –                         |
| 21. Juli 1985 – 31. August 1985 6 Wochen | 6                                        | Opus                                     | Live Is Life Musik: Ewald Pfleger, Herwig Rüdisser, Kurt Plisnier, Günter Grasmuck, Peter Niklas Gruber; Text: Ewald Pfleger | –                         |
| 1. September 1985 – 7. September 1985 1 Woche | 1                                        | Jean-Jacques Goldman                     | Je marche seul Jean-Jacques Goldman                                                                                          | –                         |
| 8. September 1985 – 12. Oktober 1985 5 Wochen | 5                                        | Baltimora                                | Tarzan Boy Musik: Maurizio Bassi; Text: Naimy Hackett                                                                        | –                         |
| 13. Oktober 1985 – 23. November 1985 6 Wochen | 6                                        | Century                                  | Lover Why Musik: John Wesley, John Milford; Text: John Milford, Paul Jean Stuart Ives                                        | –                         |
| 24. November 1985 – 31. Januar 1986 10 Wochen | 10                                       | Jean-Jacques Goldman & Michael Jones     | Je te donne Musik: Jean-Jacques Goldman; Text: Jean-Jacques Goldman, Michaël-Bernard Jones                                   | –                         |

## Alben
| ← 1984 ← | Liste der Nummer-eins-Hits in Frankreich | Liste der Nummer-eins-Hits in Frankreich | Liste der Nummer-eins-Hits in Frankreich | 1986 →                    |
| \| Zeitraum \| Wo. ges. \| Interpret \| Titel \| Zusätzliche Informationen \| \| (Zeitraum, Wochen auf Platz eins, Interpret, Titel, zusätzliche Informationen) \| \| \| \| \| \| ------------------------------------------------------------------------------ \| -------- \| -------------------------- \| ------------------ \| ------------------------- \| \| 30. Dezember 1984 – 5. Januar 1985 1 Woche \| 1 \| Francis Lalanne \| Amis d’en France \| – \| \| 6. Januar 1985 – 2. März 1985 8 Wochen (insgesamt 13) \| 13 \| Sade \| Diamond Life \| – \| \| 3. März 1985 – 4. Mai 1985 9 Wochen \| 9 \| Michel Sardou \| Io domenico \| – \| \| 5. Mai 1985 – 1. Juni 1985 4 Wochen \| 4 \| USA for Africa \| USA for Africa \| – \| \| 2. Juni 1985 – 5. Oktober 1985 18 Wochen \| 18 \| Dire Straits \| Brothers in Arms \| – \| \| 6. Oktober 1985 – 2. November 1985 4 Wochen (insgesamt 9) \| 9 \| Jean-Jacques Goldman \| Non homologué \| – \| \| 3. November 1985 – 30. November 1985 4 Wochen \| 4 \| (Verschiedene Interpreten) \| Disque des records \| – \| \| 1. Dezember 1985 – 3. Januar 1986 5 Wochen (insgesamt 9) \| 9 \| Jean-Jacques Goldman \| Non homoloqué \| – \| |                                          |                                          |                                          |                           |
| ← 1984 |                                          |                                          |                                          | → 1986 →                  |
| Zeitraum | Wo. ges.                                 | Interpret                                | Titel                                    | Zusätzliche Informationen |
| (Zeitraum, Wochen auf Platz eins, Interpret, Titel, zusätzliche Informationen) |                                          |                                          |                                          |                           |
| 30. Dezember 1984 – 5. Januar 1985 1 Woche | 1                                        | Francis Lalanne                          | Amis d’en France                         | –                         |
| 6. Januar 1985 – 2. März 1985 8 Wochen (insgesamt 13) | 13                                       | Sade                                     | Diamond Life                             | –                         |
| 3. März 1985 – 4. Mai 1985 9 Wochen | 9                                        | Michel Sardou                            | Io domenico                              | –                         |
| 5. Mai 1985 – 1. Juni 1985 4 Wochen | 4                                        | USA for Africa                           | USA for Africa                           | –                         |
| 2. Juni 1985 – 5. Oktober 1985 18 Wochen | 18                                       | Dire Straits                             | Brothers in Arms                         | –                         |
| 6. Oktober 1985 – 2. November 1985 4 Wochen (insgesamt 9) | 9                                        | Jean-Jacques Goldman                     | Non homologué                            | –                         |
| 3. November 1985 – 30. November 1985 4 Wochen | 4                                        | (Verschiedene Interpreten)               | Disque des records                       | –                         |
| 1. Dezember 1985 – 3. Januar 1986 5 Wochen (insgesamt 9) | 9                                        | Jean-Jacques Goldman                     | Non homoloqué                            | –                         |